# Kostomlaty pod Milešovkou
Kostomlaty pod Milešovkou település Csehországban, Teplicei járásban. Kostomlaty pod Milešovkou Velemín, Hrobčice, Světec, Bžany, Lukov és Žalany településekkel határos. Lakosainak száma 912 fő (2024. január 1.).

## Népesség
A település lakosságának változását az alábbi diagram mutatja:
| Lakosok száma | 1016 | 1178 | 1635 | 1017 | 957  | 848  | 891  | 931  | 925  | 912  |
|               | 1869 | 1890 | 1921 | 1950 | 1980 | 2001 | 2017 | 2019 | 2022 | 2024 |